# Канеду-де-Башту
Канеду-де-Башту (порт. Canedo de Basto; МФА: [kɐ.ˈne.du dɨ ˈbaʃ.tu]) — парафія в Португалії, у муніципалітеті Селоріку-де-Башту. Розташована в північно-західній частині країни, на теренах історичної португальської провінції Дору-Міню. Входить до складу округу Брага. За адміністративним поділом, чинним до 1976 року, терени парафії були складовою провінції Міню. Належить до Бразької архідіоцезії Католицької церкви. Патрон — Діва Марія. Площа — 9,9838 км². Населення — 1010 ос. (2011). Слабо урбанізований регіон. Густота населення — 101,16 осіб/км²
. Код — 030506.

## Населення
| Кількість мешканців | Кількість мешканців | Кількість мешканців | Кількість мешканців | Кількість мешканців | Кількість мешканців | Кількість мешканців | Кількість мешканців | Кількість мешканців | Кількість мешканців | Кількість мешканців | Кількість мешканців | Кількість мешканців | Кількість мешканців | Кількість мешканців |
| ------------------- | ------------------- | ------------------- | ------------------- | ------------------- | ------------------- | ------------------- | ------------------- | ------------------- | ------------------- | ------------------- | ------------------- | ------------------- | ------------------- | ------------------- |
| 1864                | 1878                | 1890                | 1900                | 1911                | 1920                | 1930                | 1940                | 1950                | 1960                | 1970                | 1981                | 1991                | 2001                | 2011                |
| 965                 | 974                 | 983                 | 990                 | 1 016               | 902                 | 1 097               | 1 214               | 1 232               | 1 326               | 1 280               | 1 350               | 1 061               | 1 028               | 1 010               |